# Амурский волчок
Амурский волчок, или амурская выпь (лат. Botaurus eurhythmus) — птица семейства цаплевых.

## Описание
Небольшая цапля длиной от 33 до 39 см. Оперение красно-бурого цвета, брюхо светлое, клюв и ноги жёлтые. У самца в противоположность самке спина каштанового цвета.

## Распространение
Перелётная птица. Гнездится в восточном Китае, в юго-восточной Сибири, на севере Кореи и в Японии. Регионы зимовки расположены на юге Китая, в Таиланде, Малайзии, Индонезии и на Филиппинах. Живёт преимущественно в зарослях тростника и камыша.

## Питание
Амурский волчок питается мелкой рыбой, лягушками, ракообразными и насекомыми. Он кормится по берегам пойменных озёр, заболоченных ручьёв, на сырых лугах, болотах, рисовых полях.

## Размножение
Гнездо сооружается в густых зарослях тростника на земле, либо над землёй. В кладке от 3 до 6 яиц, насиживание которой длится от 16 до 18 дней.

## Галерея

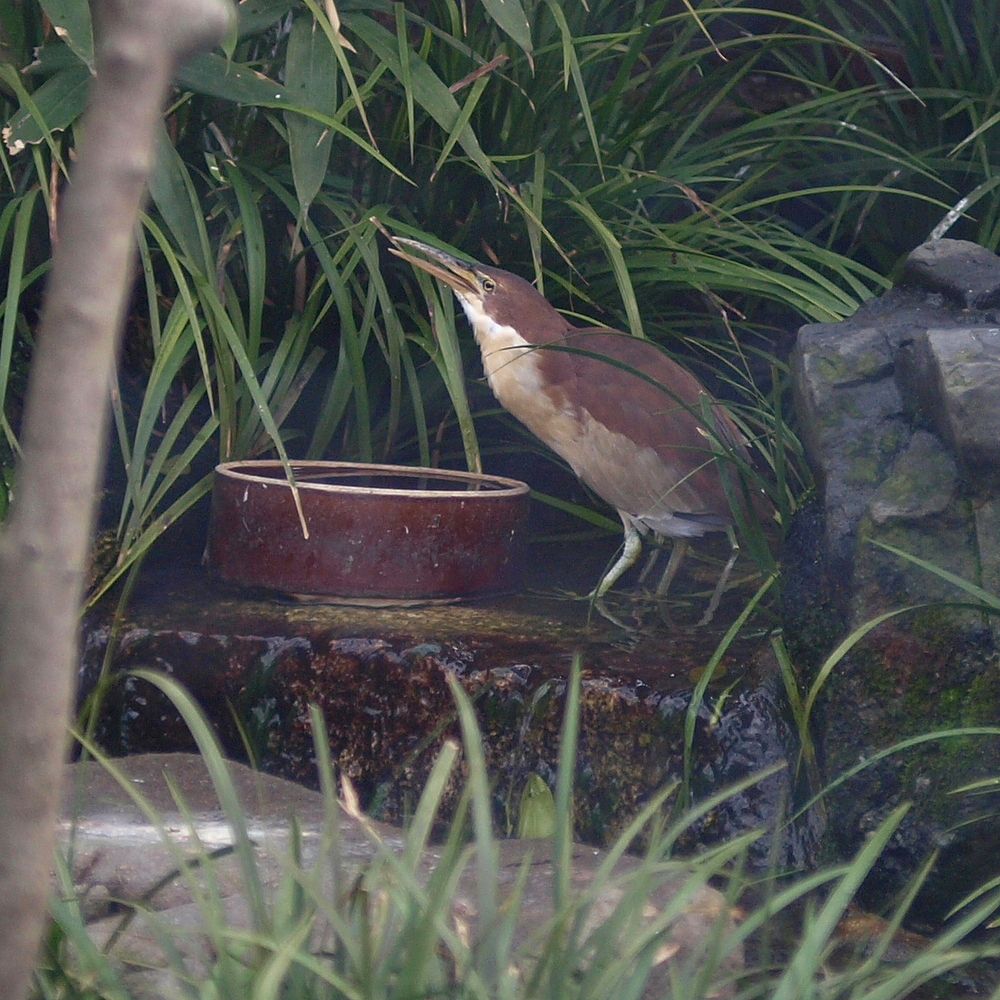
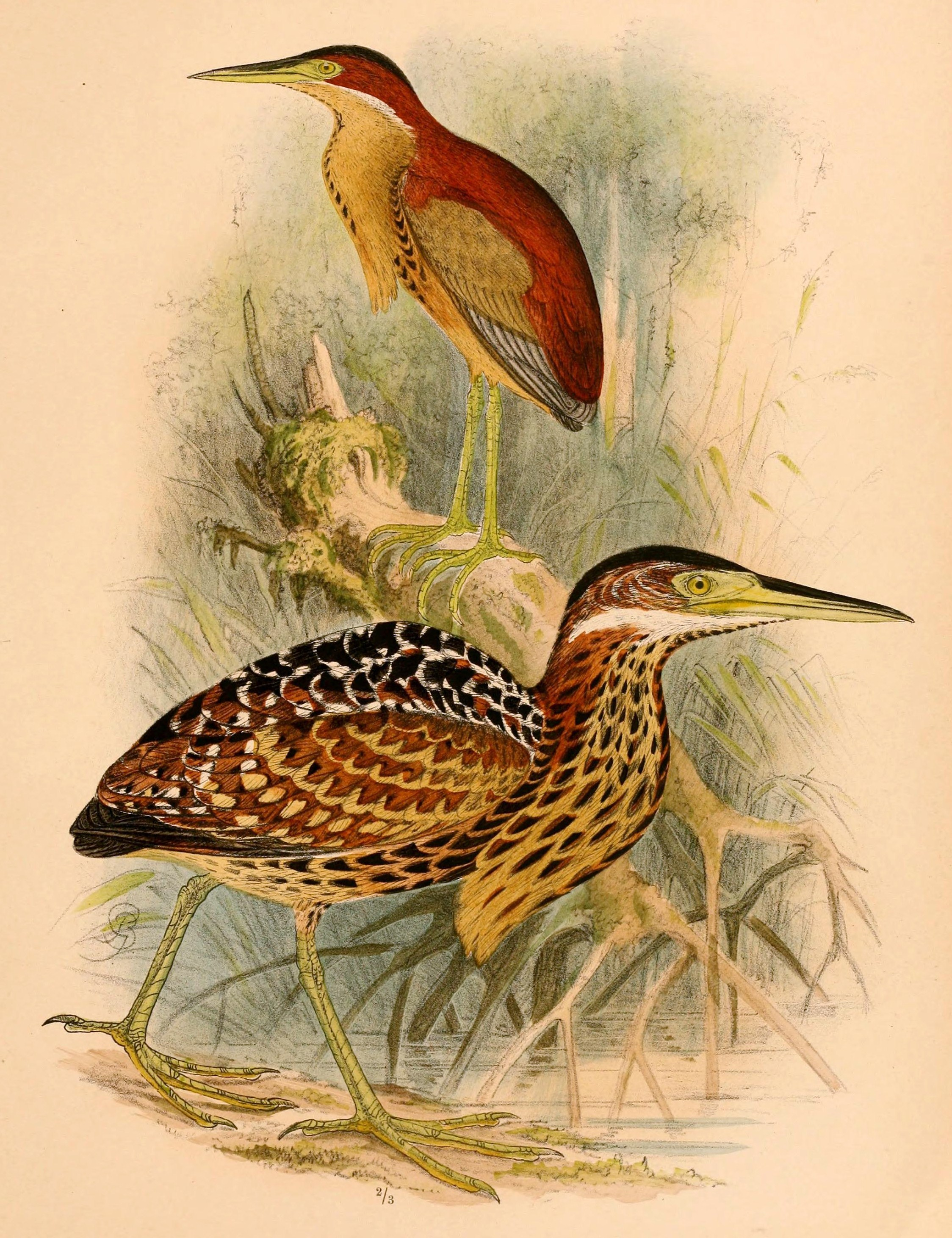
Самец (вверху) и самка (внизу)
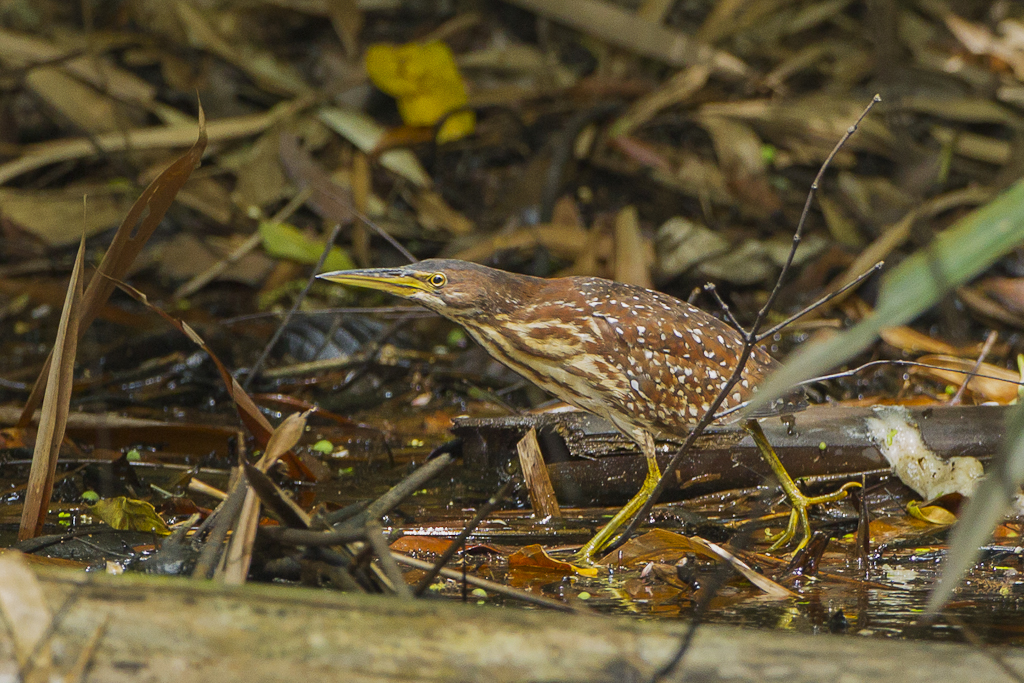